# Sphyraena helleri
 Sphyraena helleri és un peix teleosti de la família dels esfirènids i de l'ordre dels perciformes.

## Morfologia
Pot arribar als 80 cm de llargària total.

## Distribució geogràfica
Es troba a les costes de l'oceà Índic (des de l'Àfrica oriental fins a les Illes Mascarenyes) i a les del Pacífic (des del sud del Japó fins al Mar del Corall, la Polinèsia Francesa i les Hawaii).